# Umberto Caligaris
Umberto Caligaris (ur. 26 lipca 1901 w Casale Monferrato, zm. 19 października 1940 w Turynie) – włoski piłkarz grający na lewej pomocy, a także trener piłkarski.

## Kariera klubowa
Urodził się w Casale Monferrato (Piemont). Pierwszych dziewięć lat swojej kariery spędził w klubie ze swojej rodzinnej miejscowości, Casale. Zadebiutował w nim 12 października 1919. Wówczas drużyna z Casale grała w pierwszej lidze włoskiej, a w 1914 roku zdobyła mistrzostwo.
Po letniej olimpiadzie w 1928 roku Caligaris przeniósł się z Casale do Juventusu. W tamtym okresie Juventus zdobył pięć mistrzostw Włoch z rzędu, w latach 1930–1935. Zakończył karierę w Brescii.

## Kariera reprezentacyjna
W drużynie narodowej Włoch, Caligaris zadebiutował w roku 1922, w meczu przeciwko Austrii. Zdobył brązowy medal na letniej olimpiadzie w 1928 roku. Ostatnim meczem w błękitnej koszulce Azzurrich był, podobnie jak pierwszy w karierze, mecz z reprezentacją Austrii. Było to 11 lutego 1934. Wystąpił w 59 reprezentacyjnych spotkaniach.

## Kariera trenerska
Jeszcze będąc piłkarzem Brescii łączył również funkcje trenerskie. Potem prowadził kluby Lucchese i Modena. Caligaris był trenerem Juventusu, od roku 1939 aż do śmierci. Zmarł w 1940 roku.